# Lynx (voilier)
Pour les articles homonymes, voir Lynx (homonymie).
Le Lynx est une goélette à hunier à coque en bois, réplique d'un ancien schooner corsaire américain datant de 1812, portant le même nom. Il fut capturé dès 1813 par la marine anglaise qui en fit un navire de la Royal Navy sous le nom de baptême Mosquidobit jusqu'en 1820.

## Histoire
La réplique du Lynx a été conçue par la Melbourne Smith - International Historical Watercraft Society et construite par Taylor et Eric Allen Sewell au chantier Rockport Marine à Rockport dans l'État du Maine. 
Le lancement eut lieu le 28 juillet 2001. Il a passé en 2002, le canal de Panama pour rejoindre sa base actuelle de Newport Beach en Californie.
Le Lynx est principalement un navire-école proposant aux jeunes des croisières de navigation sur un bateau corsaire.
Il possède quatre caronades et quatre canons sur pivot. Il se livre parfois à des manœuvres d'abordage, et des tirs à blanc lors de spectacles avec d'autres bateaux comme la Lady Washington.